# 随伴行列
数学の特に線型代数学における行列の, エルミート転置 (Hermitian transpose), エルミート共軛 (Hermitian conjugate), エルミート随伴 (Hermitian adjoint) あるいは随伴行列（ずいはんぎょうれつ、英: adjoint matrix）とは、複素数を成分にとる m×n 行列 A に対して、A の転置およびその成分の複素共役（実部はそのままで虚部の符号を反転する）をとって得られる n×m 行列 A∗ を言う。
{\displaystyle {\begin{aligned}A&={\begin{bmatrix}1&-2-i\\1+i&i\end{bmatrix}}\\A^{*}&={\begin{bmatrix}1&1-i\\-2+i&-i\end{bmatrix}}\end{aligned}}}

## 記法と名称
式で書けば、行列 A = (aij) に対してその随伴は
{\displaystyle A^{*}=({\overline {a}}_{ji})}
で与えられる。ここで aij は A の (i,j)-成分で、1 ≤ i ≤ n および 1 ≤ j ≤ m である。また上付きのバーはスカラーに対する複素共軛（すなわち a, b を実数として a + ib = a − ib）である。あるいはこれを
{\displaystyle A^{*}={\overline {A}}{}^{\top }(=({\overline {A}})^{\top }={\overline {A^{\top }}})}
と書くこともできる。ただし、AT は A の転置を、A は A の各成分の複素共軛をとったもの（複素共軛行列）の意味とする。ここで、AT は少々曖昧な表現だが、転置をとってから複素共軛をとること（転置共軛; transjugate）と、共軛複素をとってから転置をとること（共軛転置; conjugate transpose）とは、操作としては異なるが結果として同じことであるので、混乱のもとにはならない。また AT と書く代わりに tA と書く流儀もある。
ほかにも A の随伴を表す記号として
- A∗, AH: 線型代数学で広く用いられる
- A†: 量子力学でよく使う。ダガー † を用いるのでダガー行列 (be-daggered matrix)、あるいはダガーを付けると言う。
- A+ を使うこともあるが、ムーア・ペンローズ擬逆行列を表す場合の方が普通。

文献によっては、単に成分の複素共軛をとる操作を A∗ で表す場合もあり、その場合、随伴は別途転置をとる形、すなわち A∗T,  AT∗, tA∗ などで表す。

## 基本的な注意
正方行列 A = (aij) が
- エルミートあるいは自己随伴は、A = A∗ すなわち aij = aji;
- 歪エルミートまたは反エルミートは、A = −A∗ すなわち aij = −aji;
- 正規は、A∗A = AA∗;
- ユニタリは、A∗ = A-1

をそれぞれ満たすときに言う。
行列 A が正方行列でない場合にも、二つの行列 A∗A および AA∗ はともにエルミートであり、実は正定値になる。
成分がすべて実数であるような行列 A の随伴を求めることは、（実数の複素共軛はその実数自身であるから）A の転置行列を求めることに還元される。

## 動機付け
随伴行列の動機付けは、複素数が行列和と行列積の規則に従うことで 2×2 実行列として有効に表現できることに注意することによってなされる：
{\displaystyle a+ib\equiv {\begin{bmatrix}a&-b\\b&a\end{bmatrix}}}
これはつまり各「複素」数 z は、ガウス平面 C（を「実」ベクトル空間 R2 と見たもの）上で z を乗算することによって生じる C 上の「実」一次変換としての「実」2×2 行列として表現されるということである。
従って、複素数を成分とする m×n 行列は、実数を成分とする 2m×2n 行列として表される。このとき共軛転置は、この形に書いた実行列に対して単に転置をとること（をもとの m×n 行列に立ち返って見ること）によって極めて自然に生じる。

## 性質
- (A + B)∗ = A∗ + B∗: A, B は同じサイズの任意の行列
- (zA)∗ =  z∗A∗: 任意の複素数 z と任意の行列 A, z∗ は z の複素共軛
- (AB)∗ = B∗A∗: 積の因子の順序は逆になる。行列 A, B は積が定義できるサイズ。
- (A∗)∗ = A: 行列 A は任意
- 行列 A が正方行列のとき、行列式 det(A∗) = (det A)∗ およびトレース tr(A∗) = (tr A)∗: それぞれ右辺は複素数の複素共軛
- A が正則 ⇔ A∗ が正則。またそのとき、(A∗)−1 = (A−1)∗
- A∗ の固有値は A の固有値の複素共軛。
- ⟨ Ax, y⟩ = ⟨ x, A∗y⟩: A は m×n 行列で、x ∈ Cn,  y ∈ Cm. また ⟨,⟩ はそれぞれ Cm, Cn の標準内積

## 一般化
上に掲げた性質
- ⟨ Ax, y⟩ = ⟨ x, A∗y⟩

は A をユークリッド型のヒルベルト空間 Cn から Cm の線型変換と見るとき、行列 A∗ が線型変換 A の随伴作用素に対応するものであることを示すものと見ることができる。従って、ヒルベルト空間の間の随伴作用素の概念は、行列の随伴の概念の一般化と考えられる。
別な一般化の仕方もある。A を複素ベクトル空間 V から別の複素ベクトル空間 W への線型写像とするとき、転置線型写像と同様に複素共軛線型写像を定義することができる。つまり、複素線型写像 A の共軛転置写像 A∗ は A の転置写像の複素共軛写像である。A∗ は W の共軛双対空間から V の共軛双対空間への複素線型写像である。